# Germencik (district)
Germencik is een Turks district in de provincie Aydın en telt 43.803 inwoners (2007). Het district heeft een oppervlakte van 406,96 km². Hoofdplaats is Germencik.
De bevolkingsontwikkeling van het district is weergegeven in onderstaande tabel.
| 1997   | 2000   | 2007   |
| ------ | ------ | ------ |
| 43.931 | 45.821 | 43.803 |

## Gemeenten in het district
Hıdırbeyli • Mursallı • Ortaklar

## Plaatsen in het district
Abdurrahmanlar • Alangüllü • Balatçık • Bozköy • Çamköy • Çarıklar • Dağkaraağaç • Dağyeni • Dampınar • Dereköy • Gümüşköy • Gümüşyeniköy • Habibler • Karaağaçlı • Kızılcagedik • Kızılcapınar • Meşeli • Moralı • Naipli • Neşetiye • Ömerbeyli • Reisköy • Selatin • Tekin • Turanlar • Uzunkum • Üzümlü
Aydın · Bozdoğan · Buharkent · Çine · Didim · Germencik · İncirliova · Karacasu · Karpuzlu · Koçarlı · Köşk · Kuşadası · Kuyucak · Nazilli · Söke · Sultanhisar · Yenipazar